# Блоха Юрій Ігорович
Ю́рій І́горович Блоха́ (22 липня 1988, с. Сергіївка, Березнегуватський район, Миколаївська область, Українська РСР, СРСР — 1 березня 2022, біля с. Мурахівка, Баштанський район, Миколаївська область, Україна) — український футбольний тренер, військовик, молодший лейтенант Збройних сил України, учасник російсько-української війни. Герой України (10 березня 2022, посмертно).

## Життєпис
Народився 22 липня 1988 року в селі Сергіївка Миколаївської області. З дитинства мріяв стати футбольним тренером. Закінчив Миколаївський національний університет імені В. О. Сухомлинського за спеціальністю фізична культура і спорт та допризовна підготовка. Там же пройшов навчання на військовій кафедрі, йому дали звання молодшого лейтенанта запасу. Після навчання Юрій Блоха працював дитячим футбольним тренером Березнегуватської та Снігурівської ДЮСШ, і учителем фізичної культури та допризовної підготовки Березнегуватського закладу загальної середньої освіти І—ІІІ ступенів Миколаївської області.
У 2014 році, коли Росія напала на Україну, Юрій водив своїх підопічних на мирні акції, відправляв їхні малюнки військовикам на фронт, волонтерив.
24 лютого 2022 року, після початку російського вторгнення в Україну, пішов служити в Баштанський батальйон територіальної оборони. Був начальником забезпечення блокпостів у Березнегуватському районі.
1 березня 2022 року, коли велика група ворога просунулася в напрямку блокпоста біля с. Мурахівка на Миколаївщині, він разом з іншими військовими вступив у бій з російськими окупантами. У цьому бою Юрій Блоха зазнав трьох вогнепальних поранень, несумісних з життям.
Поховали героя 2 березня 2022 року в с. Висунськ на Миколаївщині. 28 червня 2023 року в День Конституції України, Президент України Володимир Зеленський передав орден «Золота Зірка» членам родини загиблого Героя України.

## Нагороди
- Звання Герой України з удостоєнням ордена «Золота Зірка» (10 березня 2022, посмертно) — за особисту мужність і героїзм, виявлені у захисті державного суверенітету та територіальної цілісності України, вірність військовій присязі.